# دیو و دلبر (موزیکال)
دیو و دلبر (انگلیسی: Beauty and the Beast) یک تئاتر موزیکال است با موسیقیِ الن منکن، شعرِ هاورد اشمن و تیم رایس، و نوشتهٔ لیندا وولورتن. بر اساس فیلم انیمیشنی به همین نام که خود اقتباسی است از داستان کلاسیک فرانسوی نوشتهٔ جین ماری لپرینس دبمانت.